# عطإبة (العدين)

تعديل مصدري - تعديل

عطابة محلة تابعة لقرية الشرقي، التابعة لعزلة الغضيبة بمديرية العدين إحدى مديريات محافظة إب في الجمهورية اليمنية، بلغ تعداد سكانها 203 حسب تعداد اليمن لعام 2004.